# Hazal
Hazal és una pel·lícula dramàtica turca del 1979 dirigida per Ali Özgentürk.

## Sinopsi
Hazal és una jove vídua d'una vila kurda a la que obliguen a casar està casada amb el germà del seu difunt marit, un noi de 12 anys. Mentre desenvolupa un afecte matern pel jove nuvi, s'enamora del paleta Emin.

## Repartiment
- Türkan Soray 	... 	Hazal
- Talat Bulut 	... 	Emin
- Harun Yesilyurt ... 	Ömer
- Meral Çetinkaya
- Hüseyin Peyda
- Keriman Ulusoy

## Nominacions i premis
Ali Özgentürk va guanyar el Premi Donostia als nous realitzadors del Festival Internacional de Cinema de Sant Sebastià 1980, i el premi SIYAD de l'Associació de Crítics de Cinema Turc, mentre que Meral Çetinkaya va obtenir el Premi taronja a la millor actriu secundària al Festival de Cinema Taronja d'Or d'Antalya.